# Batuša (Đakovica)
Pour les articles homonymes, voir Batuša.
Batushë en albanais et Batuša en serbe latin (en serbe cyrillique : Батуша) est une localité du Kosovo située dans la commune/municipalité de Gjakovë/Đakovica, district de Gjakovë/Đakovica (Kosovo) ou de Pejë/Peć (Serbie). Selon le recensement kosovar de 2011, elle compte 957 habitants, dont une majorité d'Albanais.

## Histoire
Sur le territoire du village se trouvent des vestiges remontant à la Préhistoire, à la période romaine et au Moyen Âge, proposés pour une inscription sur la liste des monuments culturels du Kosovo.
La tour-résidence d'Adem Ademaj date des XVIIIe et XIXe siècles ; mentionnée par l'Académie serbe des sciences et des arts, elle est inscrite sur la liste kosovare. La tour-résidence de Rexh Ukës, qui date du XIXe siècle, est proposée pour un classement kosovar.

## Démographie

### Évolution historique de la population dans la localité
| 1948 | 1953 | 1961 | 1971 | 1981  | 1991  | 2011 |
| ---- | ---- | ---- | ---- | ----- | ----- | ---- |
| 585  | 643  | 760  | 972  | 1 276 | 1 389 | 957  |

|  |